# 贺南洪

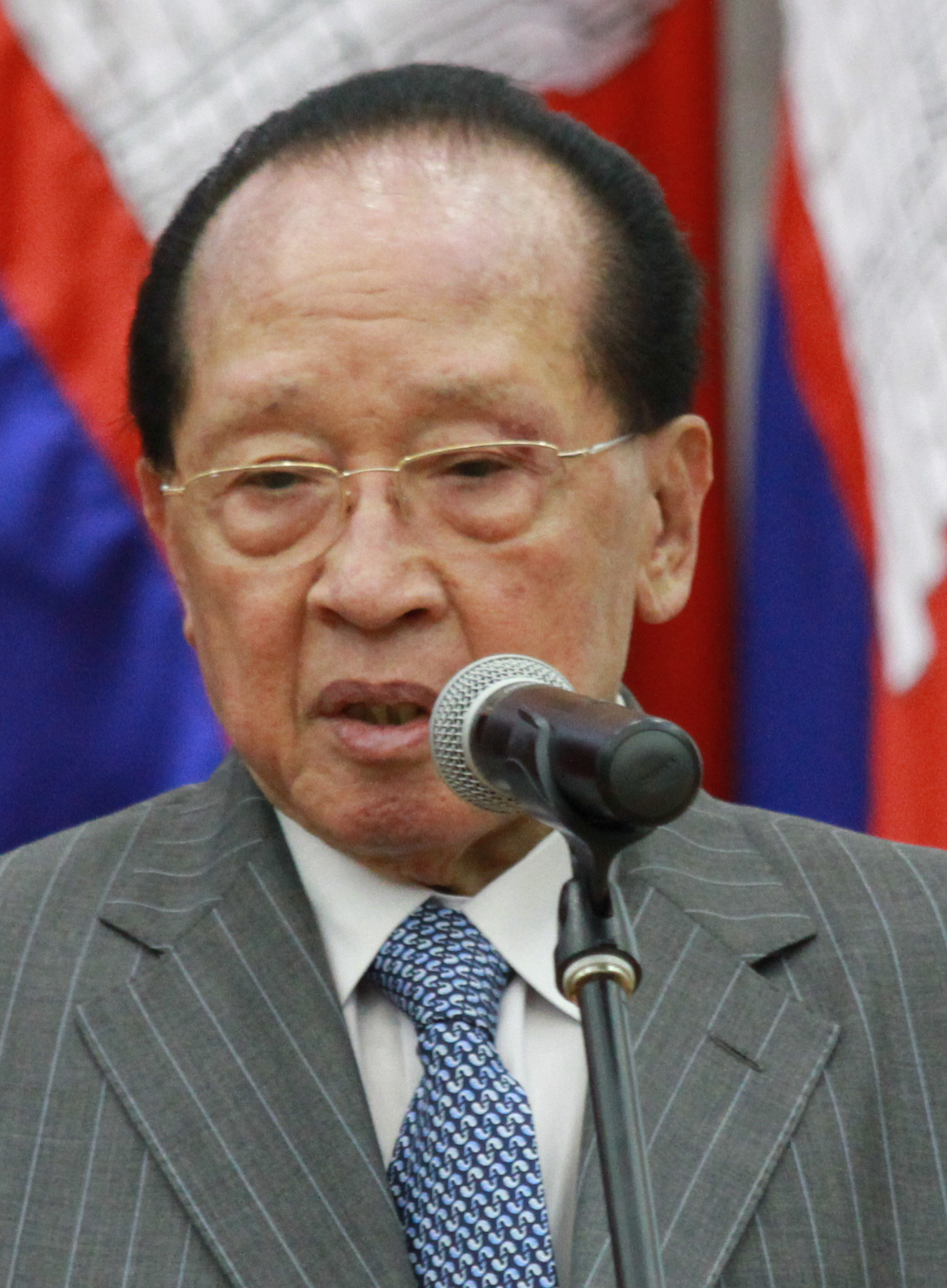
贺南洪

贺南洪（1935年11月15日—），又譯何南豐，柬埔寨政治人物，柬埔寨人民黨黨員，有柬埔寨华人血统。他於2004年起至2023年擔任柬埔寨副總理，1990年至1993年及1998年至2016年先後兩次擔任外交部長。
2011年維基泄密（Wikileaks）所揭露的一份外交機密文件中，美國駐柬大使館前行動辦事處副主任指稱贺南洪曾是紅色高棉的領導人之一。贺南洪否認，並要求美方澄清。